# Herviella evelinae
Herviella evelinae is een slakkensoort uit de familie van de Facelinidae. De wetenschappelijke naam van de soort is voor het eerst geldig gepubliceerd in 1965 door Er. Marcus.